# Aéroport international de San Fernando
L'aéroport international de San Fernando (code IATA : FDO • code OACI : SADF) est un aéroport situé à San Fernando, dans l'ouest de l'agglomération de Buenos Aires (Argentine). Il est géré par Aeropuertos Argentina 2000.
D'une superficie totale de 190 hectares, l'aéroport est doté d'une piste asphaltée, de 1 801 m de longueur.

## Situation
| \| 100 km1:20 642 000 \| Bahía Blanca San Carlos de Bariloche Buenos Aires · J.-Newbery Buenos Aires · Ezeiza Buenos Aires · El Palomar Catamarca Comodoro Rivadavia Córdoba Corrientes El Calafate Esquel Formosa Gobernador Gregores San Salvador de Jujuy La Rioja Malargüe Mar del Plata Mendoza Neuquén Paraná Perito Moreno Puerto · Iguazú Puerto Madryn Reconquista Resistencia Río Cuarto Río Gallegos Río Grande Rosario Salta San Juan San Luis San Martín de los Andes San Rafael Santa Fe de la Vera Cruz Santa Rosa Santiago del Estero Sunchales Tandil Termas de Río Hondo Trelew Tucumán Ushuaia Viedma |
| 100 km1:20 642 000 |

## Histoire
L'aéroport est fondé en 1920, après l'expropriation de 133 hectares par décret présidentiel. 
En 1950, il acquiert le statut d'aéroport international. 
En 1981, sa piste, jusqu'alors en terre, est asphaltée. Elle ne mesure encore que 1 325 m de longueur. 
En 1985, l'aérogare est construite.
En 1998, l'aéroport est acquis par Aeropuertos Argentina 2000, dans le cadre de la privatisation du système national aéroportuaire.
En 1999, la piste est prolongée à 1 800 m et l'aérogare est agrandie.

## Statistiques
Pour des raisons techniques, il est temporairement impossible d'afficher le graphique qui aurait dû être présenté ici.

Voir la requête brute et les sources sur Wikidata.